# 中华人民共和国各省级行政区名称由来
中华人民共和国有34个省级行政区，包括23个省（当中包括法律上为其领土但事实上未统治的台湾省。现实际管辖22个省）、4个直辖市、5个自治区和2个特别行政区，其名称来源十分广泛，主要有山脉、河流、湖泊、古代行政区划名称、少数民族语言等。

## 省级行政区地名
| 名称               | 来源时期     | 命名时期                     | 类型         | 说明 |
| ------------------ | ------------ | ---------------------------- | ------------ | --- |
| 北京               | 明朝         | 明朝                         | 古代地名     | 战国时期称为蓟，辽朝称为燕京，金国改名京都，朱元璋改称北平，永乐皇帝迁都北平，改名北京。 |
| 天津               | 未知         | 明朝                         | 未知         | 明朝，燕王为争夺皇帝位，在这里发兵渡河南下，打败他的侄子明惠帝而篡了位。为纪念在这里渡河起兵，所以称「天津」，意即天子经过的渡口，简称津。 |
| 河北               | 未知         | 中华民国大陆时期             | 河流         | 此地位于黄河以北。唐朝时期今河北地区属于河北道和河东道。1928年直隶改称河北省，名称沿用至今 |
| 山西               | 未知         | 元朝                         | 山脉         | 此地因位于太行山脉以西而得名。元朝在此地设立河东山西道宣慰司是山西作为行政区划名称的开始。1376年明朝改为山西承宣布政使司。清朝时为山西省，后沿用至今 |
| 内蒙古自治区       | 清朝         | 中华民国大陆时期（中共命名） | 少数民族语言 | 以漠南蒙古得名。唐为突厥地；宋时出现蒙古部落；后建元朝，其地直属中书省及岭北行省；明分达靼鞑及瓦剌；清统一蒙古，以漠南蒙古居内地称内蒙古，漠北蒙古居边外称外蒙古，并属理藩院。民国初分属热河、察哈尔、绥远等特别区，后均改省；建国前中共以今内蒙古东部设内蒙古自治区，区名至今未变。 |
| 辽宁               | 未知         | 中华民国大陆时期             | 河流         | 1662年（乾隆元年）设置辽东将军。1747年（乾隆十二年）改称盛京将军。1907年，清政府在此地设置奉天省。后中华民国沿用此建制。1929年2月5日国民党中政会议决定自3月1日起将奉天省改为辽宁省，取“辽河安宁”之意。 |
| 吉林               | 清朝         | 清朝                         | 少数民族语言 | 来源于满语“吉林乌拉”，意为“沿着松花江”，1673年清朝在此地设置吉林将军。1907年建立吉林行省。 |
| 黑龙江             | 元朝         | 清朝                         | 河流         | 来源于河流黑龙江，最早见于《辽史》，因其江水颜色较深，形似飞龙，因此得名”黑龙江“1683年清朝设立黑龙江将军作为官方名称，1907年黑龙江将军改为黑龙江行省。 |
| 上海               | 北宋初期     | 元朝                         | 河流         | 始于宋朝时期作为上海地区十八个大浦中的”上海浦“岸边的上海镇。1292年元朝在此地设置上海县。1927年国民政府设置上海特别市。1949年5月中华人民共和国政府设上海为直辖市。 |
| 江苏               | 清朝         | 清朝                         | 古代行政区划 | 1661年清朝将江南布政使司分为左右两位。1667年江南右布政使司改名为江苏布政使司，因其境内的江宁府和苏州府而得名。 |
| 浙江               | 未知         | 唐朝                         | 河流         | 此地源于钱塘江的古称”浙江“。”浙江“因钱塘江水流曲折而得名。758年唐朝设置浙江东道和浙江西道，”浙江“开始成为地方政区名称。元朝设置江浙行省，为浙江独立建省奠定基础。明初设置浙江等处承宣布正使司。清朝称为浙江省，后中华民国和中华人民共和国沿用这一名称。 |
| 安徽               | 清朝         | 清朝                         | 古代行政区划 | 1667年清朝撤销江南省，设置安徽和江苏两省。安徽因其境内作为政治中心的安庆府和作为经济中心的徽州府，取两府首字而得名。沿用至今。 |
| 福建               | 宋朝         | 明朝                         | 古代行政区划 | 以福州、建州各取一字得名。唐属江南东道，后设福建观察使，为福建得名的开始；宋置福建路；元设福建海右道；明置福建省，后改福建布政使司；清改福建省，省名至今未变。 |
| 江西               | 唐朝         | 清朝                         | 古代行政区划 | 此地因733年唐玄宗设置江南西道因此得名，意为江南的西部地区。安史之乱后唐朝将鄂岳道和湖南观察使从江南西道分离出来，江南西道只剩下包括今天的江西省范围。宋朝称江南西路、元朝称江西行省、明朝称江西布政使司、清朝称江西省并沿用至今。 |
| 山东               | 春秋战国时期 | 金朝                         | 山脉         | ”山东“最早是关中地区秦人对崤山或华山以东的地区的称呼。到唐代和北宋时期是指太行山以东的黄河流域广大地区。作为齐鲁之地的代称是唐末开始。金朝在此地设置山东东路和山东西路，是”山东“作为政区名称的开始。 |
| 河南               | 未知         | 西汉                         | 河流         | 此地因位于黄河以南而得名。秦朝在该地区设置三川郡，西汉建立后更名为河南郡，”河南“开始作为行政区划而命名。元朝时属河南江北行省。清初设置河南省，后沿用至今 |
| 湖北               | 未知         | 北宋                         | 湖泊         | 此地因位于洞庭湖以北而得名。北宋设置”荆湖北路“，”湖北“开始成为政区名称。明朝时是湖广布政使司的一部分。清朝湖广分治，以洞庭湖为界划分南北，以北为湖北布政使司，是湖北省的建省之始。 |
| 湖南               | 未知         | 唐朝                         | 湖泊         | 此地因位于洞庭湖以南而得名。唐代宗广德二年（764年）在衡州设置湖南观察使，正式将湖南作为行政区划名称。明代时属湖广布政使司。1723年清朝改湖广布政使司为湖南布政使司，从此”湖南“正式作为升级行政单位。 |
| 广东               | 汉朝         | 北宋                         | 古代行政区划 | 汉朝在今中国广东省肇庆市封开县地区设置广信县，后称广信县以东为“广东”，这就是“广东”之名的起源。北宋在今广东地区设置广南东路，简称广东，即为今广东省省名的来源。 |
| 广西壮族自治区     | 元朝         | 唐朝                         | 古代行政区划 | 以广南西路简称得名。唐属岭南道；宋置广南西路，简称广西路，为广西得名的开始；元设广西两江道；明置广西省，后改广西布政使司；清改广西省；民国仍之；建国后改广西壮族自治区，区名至今未变。 |
| 海南               | 唐朝         | 清朝                         | 地名         | 因位于海南岛而得名，而“海南”之名来源于唐朝设置的琼州，因其位于与雷州半岛之间的海峡的南面而得名“海南”。唐属岭南道；宋属广南西路；元设海南海北道，是为海南得名的开始；明属广东省；清仍之，正式称琼崖为海南岛；民国仍之，后设海南特别行政区，仍属省；建国后设海南行政区，仍属省，1988升海南省，省名至今未变。 |
| 重庆               | 隋朝         | 北宋                         | 纪念意义     | 古名称巴。隋改为渝州，不久废，唐复置。北宋改为恭州。南宋孝宗即位后封其三子赵惇为恭王。淳熙十六年(1189年)赵惇继皇位，半年后，升恭州为府，认为真是“双重喜庆”，遂将恭州升为重庆府，自此后始有“重庆”一称。 |
| 四川               | 北宋         | 南宋                         | 古代行政区划 | 宋真宗咸平四年（1001年）分川峡路为益州路、利州路、梓州路、夔州路，简称“川峡四路”，总称“四川路”，“四川”之名由此诞生。南宋初年朝廷设置四川都转运使、四川宣抚使、四川安抚史等官职，是“四川”作为该地区命名的开始。 |
| 贵州               | 北宋         | 明朝                         | 人名         | ”贵州“之名最早源于北宋初年归顺宋朝的土著首领普贵控制的矩州，宋朝记载”惟尔贵州，远在要荒“。1413年明朝设置贵州承宣布政使司，贵州正式建制为省级名称。1658年清朝设贵州省。 |
| 云南               | 未知         | 汉朝                         | 未知         | “云南”之名的来源多种多样，并不确定。汉设云南县，为云南得名的开始。唐为六诏，后为南诏；宋为大理国；元置云南行省及云南诸路道；明置云南省，后改云南布政使司；清改云南省，省名至今未变。 |
| 西藏自治区         | 清朝         | 清朝                         | 少数民族语言 | 以清正式定名得名。唐宋为吐蕃；元属宣政院；明称乌思藏，设都司等；清初称卫藏，卫即前藏，藏即后藏；后正式定名为西藏，为西藏得名的开始；清设西藏办事大臣；民国初西藏地方；建国后仍之，后改西藏自治区，区名至今未变。 |
| 陕西               | 西周         | 宋朝                         | 古代地名     | ”陕西“这个地名源于周朝初年周公与召公以陕原为中心分陕而治，东部为周公领地，西部为召公领地，“自陕而东者，周公主之；自陕而西者，召公主之。”，其中”自陕而西者“即为今天的陕西。而陕西作为政区名称始于宋朝设置陕西路。元朝时陕西属于陕西行中书省。明朝设立陕西承宣布政使司。清朝将陕西承宣布政使司分为陕西布政使司和甘肃布政使司。其中前者发展为陕西省。中华民国和中华人民共和国沿用此建制。 |
| 甘肃               | 隋唐         | 西夏                         | 古代行政区划 | 今天的甘肃省最早可以追溯到中国古代的甘州和肃州。554年西魏改西凉州为甘州，甘州因甘峻山得名。肃州地区古时称为酒泉。因隋朝收复酒泉，希望此处肃静安宁而改置肃州。该地区在宋代受西夏政权统治。西夏取甘州和肃州两地的首字而设置”甘肃军“，从此正式称为甘肃。 |
| 青海               | 未知         | 唐朝                         | 湖泊         | 以青海湖得名。唐宋属吐蕃；元其土地属宣政院管辖；明属朵甘都司等；清初为卫藏地，后分设西宁办事大臣，又称青海办事大臣，为青海得名的开始；民国初设青海办事长官，后属甘边宁海镇守使，之后建青海省，省名至今未变。 |
| 宁夏回族自治区     | 元朝         | 唐朝                         | 古代行政区划 | 以西夏安宁得名。唐属关内道；宋时属西夏；元灭西夏后以旧地设西夏行省，不久改宁夏行省，治所为宁夏路，为宁夏得名的开始，后改行省为甘肃行省，迁甘州路。明属陕西省，改宁夏路为宁夏卫；清改宁夏府，属甘肃省，并设宁夏将军；民国初设甘边宁夏护军使，后置宁夏省；建国后撤消并入甘肃省，后设宁夏回族自治区，区名至今未变。 |
| 新疆维吾尔自治区   | 清朝         | 清朝                         | 纪念意义     | 以其为新辟疆土而称新疆。唐宋为西域；元明为察哈台汗国和窝阔台汗国地；清统一其地，其北部称回部、南部称准部，合称回疆，设伊犁将军，又以其为新辟疆土而称新疆(其时贵州新辟疆土亦称新疆)；清未设新疆省，是为新疆得名的开始；民国仍之；建国后改新疆维吾尔自治区，区名至今未变。 |
| 台湾（未实际统治） | 未知         | 明朝                         | 少数民族语言 | “台湾”源于位于今台湾台南市安平区的原住民部落“taywan”的汉语音译。后漳州和泉州居民搬迁到台湾，因为大多从安平登陆，所以“台湾”逐渐指代整个台南地区。1684年清廷征服台湾，台湾成为中国领土的一部分，康熙皇帝在此处设置“台湾府”，由福建省管辖，至此台湾成为全岛名称。1885年清朝置福建台湾省，简称台湾省，“台湾”正式成为省级区划名称。1895年-1945年台湾受日本殖民统治，分成了包括台北州在内的几个州，1945年抗日战争胜利后，中华民国国民政府重新管辖台湾地区，重新设置台湾省并沿用至今。中华人民共和国宣称对台主权。 |
| 香港               | 汉朝         | 明朝                         | 香料         | 香港的得名同香料有关。那时，香港这座小岛在行政上隶属广东东莞。从明朝开始，香港岛南部的一个小港湾，因为转运产在广东东莞的香料而出了名，才被人们称为“香港”。 |
| 澳门               | 汉朝         | 明朝                         | 地理 外形    | 一说澳门半岛有南台、北台(即今日西望洋山，东望洋山)，两山相对如门；一说澳门半岛之南有氹仔岛、路环岛与大、小横琴岛四山分立，成十字形，曰十字门，亦称澳门。 |

说明：”来源时期“指的是该省级行政区有关名称在历史上最早出现的时期，”命名时期“指的是该名称被正式作为行政区划名称的时期，如陕西省在历史上早在周朝初年便以”自陕而西者“记载，而陕西被用作行政区划名称（陕西路）是在宋朝；”上海“之名历史上最早见于北宋初年，而”上海县“是元朝在1292年设置的。